# Irene Ramírez García Morales
Irene Ramírez García Morales (Montevideo, 2 de febrero de 1911-Montevideo, 17 de septiembre de 1997), más conocida como Irene Ramírez de Aguirre Roselló, fue una pianista, periodista y política uruguaya. Primera mujer en presidir el consejo directivo del SODRE. Fue la madre de Gonzalo Aguirre Ramírez, vicepresidente de la República entre 1990 y 1995.

## Biografía
Hija del abogado y periodista Juan Andrés Ramírez Chain y nieta del también abogado, jurisconsulto y político Gonzalo Ramírez Álvarez y Obes. Fue pianista y concertista, habiendo sido discípula de María Suñer. Compartió su pasión por la música con otras actividades como el periodismo y la política.
En 1937 contrajo matrimonio con Tomás Aguirre Roselló, con quien tuvo cuatro hijos: Guzmán (1938- 2021), Gonzalo (1940 - 2021), quien fuera vicepresidente de la República durante 1990 y 1995, Fernando (1944) y Tomás (1948).  
Enviudó en 1953 y debió criar y educar sola a sus 4 hijos menores de edad, lo que no fue obstáculo para que se dedicara también al periodismo en El Plata y a la actividad política. En 1957 asumió como diputada, ocupando una banca del Nacionalismo Independiente como suplente de Adolfo Tejera. Estuvo en la Convención que votó la reunificación del Partido Nacional, reunificación que llevaría a la victoria blanca del 58 que llevó la vuelta de los blancos al poder. 
Tras asumir los blancos al Consejo Nacional de Gobierno en 1958, fue designada miembro del Consejo Directivo del Servicio Oficial de Difusión Radioeléctrica bajo la presidencia de Juan Pivel Devoto. En 1963 fue la primera mujer en ocupar el cargo de presidenta del Instituto, mientras que Pivel Devoto asumió como Ministro de Instrucción Pública. Juntos llevaron adelante una larga lucha para lograr que el SODRE tuviera un canal de televisión, canal que había sido autorizado en 1955. Ambos debieron enfrentar la dura oposición de los canales comerciales, quienes mediante la Asociación de Broadcasters Uruguayos realizaron una fuerte campaña para impedir la creación del canal estatal. Cuando los canales fracasaron en impedir que al SODRE le otorgarán los recursos presupuestarios para esa obra, se empeñaron en que se prohibiera al Instituto pasar publicidad, ello hubiera hecho inviable su funcionamiento por falta de recursos. A pesar de la dura campaña en su contra por radio y televisión, en junio de 1963 Irene Ramírez como presidenta del SODRE, inauguró las transmisiones oficiales del Canal 5, con la presencia del ministro Juan Pivel Devoto, del director de televisión Nacional, Justino Zavala y autoridades del Consejo Nacional de Gobierno. Fue bajo su presidencia que el instituto abandono la denominación de Radioeléctrica, pasando a llamarse Servicio Oficial de Difusión, Radiotelevisión y Espectáculos.  
Abandono la presidencia del SODRE en 1967 con la asunción de Oscar Gestido como presidente, aunque con el fallecimiento de este, el gobierno quedaría en manos de Pacheco Areco. Siendo opositora de este, milito del lado de Wilson Ferreira con quien la unía una vieja amistad. Fue convencional del Partido Nacional por el Movimiento de Rocha y participó en todas las sesiones de la Convención hasta el golpe de Estado de 1973. Blanca y wilsonista militó siempre contra la dictadura militar en los años que siguieron. Nunca dejó de combatir por sus ideales. Su segundo hijo Gonzalo Aguirre Ramírez tuvo una participación destacada en la salida de la dictadura y fue posteriormente vicepresidente de la República en el gobierno de Luis Alberto Lacalle, entre 1990 y 1995.

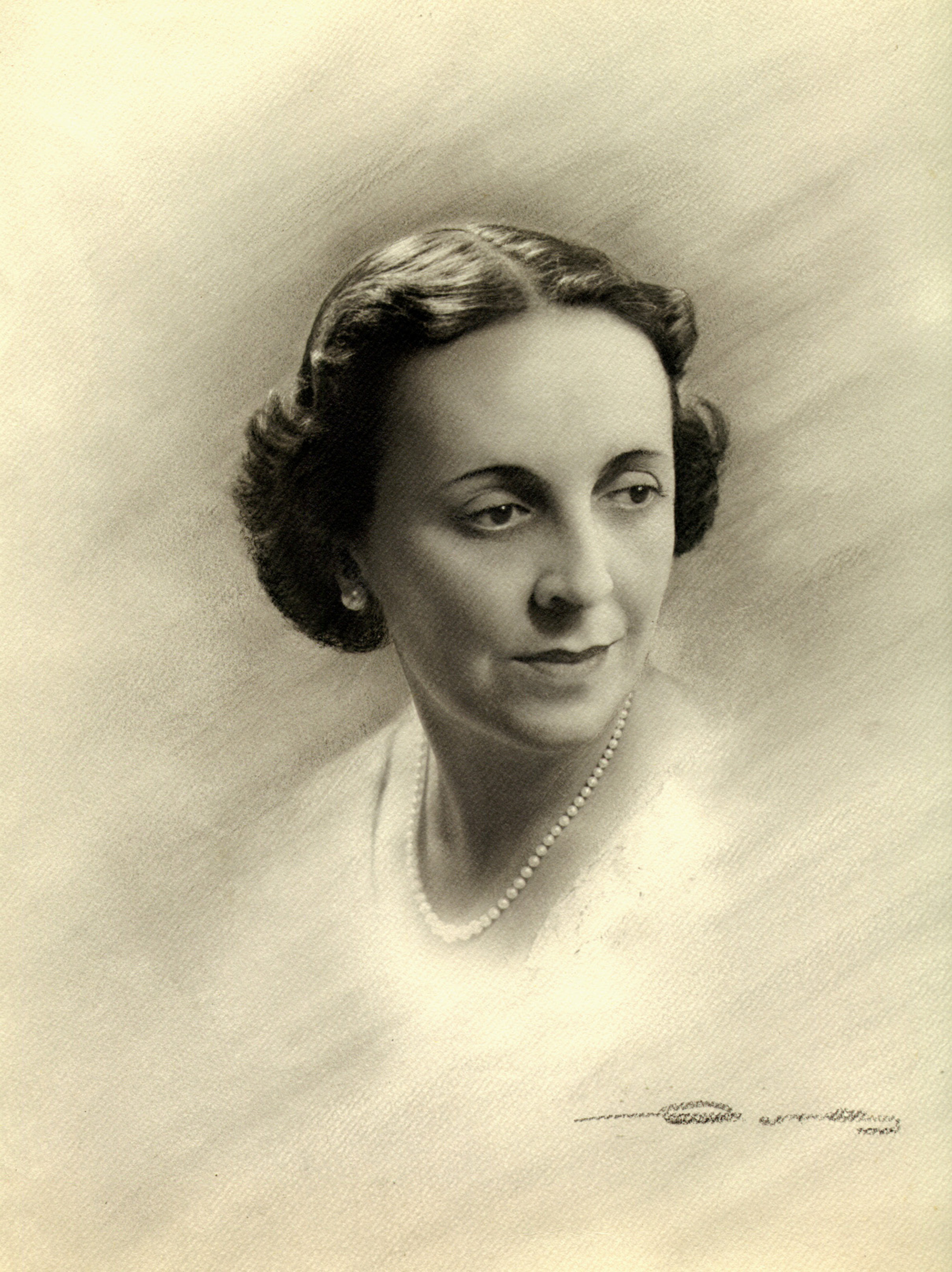
Irene Ramírez en su juventud.